# Acericerus
Acericerus is een geslacht van cicaden uit de familie van de dwergcicaden (Cicadellidae). De wetenschappelijke naam van dit geslacht is voor het eerst voorgesteld door Jiří Dlabola in een publicatie uit 1974. De soorten van dit geslacht komen in vrijwel geheel Europa en in delen van Zuidwest-Azië voor.

## Soorten
- Acericerus acericola (Dubovsky, 1966)
- Acericerus ehdenensis Abdul-Nour, 2003
- Acericerus heydenii (Kirschbaum, 1868)
- Acericerus jahromicus (Dlabola, 1974)
- Acericerus khawajai Abdul-Nour, 2003
- Acericerus ribauti Nickel & Remane, 2002
- Acericerus syriacicola Abdul-Nour, 2003
- Acericerus vittifrons (Kirschbaum, 1868)